# USS Mugford (DD-105)
USS Mugford (DD-105) – amerykański niszczyciel typu Wickes będący w służbie United States Navy w okresie po I wojnie światowej. Patronem okrętu był James Mugford.
Stępkę okrętu położono 20 grudnia w stoczni Union Iron Works Company w San Francisco. Zwodowano go 14 kwietnia 1918, matką chrzestną była George H. Fort. Jednostka weszła do służby 25 listopada 1918, pierwszym dowódcą został Lt Comdr. John H. Everson.
"Mugford" dołączył do floty w czasie zimowych manewrów w pobliżu zatoki Guantanamo na Kubie w styczniu 1919. Następnie popłynął na północ w celu przeprowadzenia operacji wzdłuż wybrzeża pomiędzy Nowym Jorkiem a Massachusetts, do 21 listopada. Wtedy opuścił Newport i popłynął do San Diego, gdzie dotarł 22 grudnia. Tam był używany jako tender dla dywizjonu wodnopłatowców i w czasie początków rozwoju lotnictwa morskiego uczestniczył w jego operacjach podczas ćwiczeń w pobliżu wybrzeża Kalifornii. Odwiedził strefę Kanału Panamskiego w grudniu 1920 i styczniu 1921.
Został wycofany ze służby w San Diego 7 czerwca 1922 i sprzedany na złom firmie Schiavone-Bonomo Corporation z Nowego Jorku w 1936.